# Golden Harvest
Golden Harvest (cinese: 嘉禾娛樂公司) è un produttore di film e distributore con sede ad Hong Kong
. È stata la prima casa produttrice di film cinesi ad avere pieno successo anche nel mercato occidentale.
La Golden Harvest cessò la produzione cinematografica nel 2003.

## Storia
Tra i nomi più famosi della società ci sono quello del vecchio produttore Raymond Chow (cinese: 鄒文懐) e quello di Leonard Ho Koon Cheung (cinese: 何冠昌). 
Chow e Ho erano dirigenti in società con un altro famoso studio, Shaw Brothers, esperienza terminata nel 1970
. Golden Harvest ebbe successo grazie ad un diverso approccio organizzativo rispetto al modello centralizzato di Shaw Brothers
. La Golden Harvest contrattò con produttori indipendenti e acquistò vari talenti e libertà creativa investendo bene il proprio denaro. Nel 1971 fece un accordo con la superstar delle arti marziali Bruce Lee
, rifiutando l'offerta della Shaw per la scarsa paga.
Nel 1972 entrò in accordo con la Concord Production Inc. e nel 1973 entrò in una pionieristica co-distribuzione con Hollywood per il film in lingua inglese I 3 dell'operazione Drago (cinese: 龍爭虎鬥), un successo al livello mondiale co-prodotto dalla Warner Bros. con la Concord Production Inc.
La Golden Harvest sostituì la Shaw Brothers al vertice delle case di produzione di Hong Kong, a partire dalla fine degli anni settanta fino agli anni novanta . 
Dal 1980 ha prodotto quasi tutti i film di Jackie Chan, star da botteghino in Asia. La Golden Harvest ha anche prodotto un certo numero di film per Jet Li e Donnie Yen.
La società fu quotata al mercato di scambio di Hong Kong nel 1994
. La Li Ka-shinge e la EMI divennero azionisti della società nel 2004.
L'attività della Golden Harvest ha subito un declino negli ultimi anni. Nel 2003, venne abbandonata la produzione di film per concentrarsi sui finanziamenti, la distribuzione e il management, ad Hong Kong e nella Cina continentale.

## I cinema
La Harvest ha sale e multisale cinematografiche non solo ad Hong Kong ma anche in Cina continentale, Taiwan, Malesia e Singapore. Molte di queste sono in comproprietà. Per esempio, la Golden Village è in comproprietà con la Village Roadshow e insieme possiedono un cinema di prima classe ed il primo multisala dell'Asia. In Malesia, possiede due nomi importanti: uno è il Golden Screen in comproprietà con la Malaysia's PPB group, l'altro è TGV Cinemas (formalmente "Tanjong Golden Village"), che è in comproprietà con la Tanjong plc e la GEMS of Malaysia. Ha recentemente acquistato la Warner Village di Taiwan.
Solo ad Hong Kong, la Golden Harvest possiede:
- il Grand Ocean - Ocean Centre, Harbour City
- il Golden Gateway - The Gateway, Harbour City
- il  Golden Harvest - Mongkok
- il  Golden Harvest Hollywood - Plaza Hollywood, Diamond Hill
- il  Golden Harvest - Tsing Yi

## Film prodotti
I film prodotti dalla Golden Harvest sono:
- Tartarughe ninja alla riscossa
- Tartarughe ninja II - Il segreto di Ooze
- Tartarughe ninja III
- Shaolin Temple
- Once upon a time in China
- Once upon a time in China 2
- Once upon a time in China 3
- Police story
- Police story 2
- Police story 3: Supercop
- Police story 4: First strike
- Crime story
- Dragons forever
- Project A - Operazione pirati
- Project A II - Operazione pirati 2
- Il furore della Cina colpisce ancora
- Dalla Cina con furore
- L'urlo di Chen terrorizza anche l'occidente
- L'ultimo combattimento di Chen
- Wheels on Meals
- La corsa più pazza d'America (The Cannonball Run)
- La corsa più pazza d'America 2 (Cannonball Run 2)
- Megaforce
- High road to China
- Lassiter
- Speed zone
- One armed boxer
- A man called tiger
- When taekwondo strikes
- The skyhawk
- Last hurrah for chivalry
- Duel to the death
- The Amsterdam kill
- Close encounters of the spooky kind
- The storm riders
- Till death do us part
- You shoot, i shoot
- La prima missione
- Terremoto nel Bronx
- Dragon lord
- Summer snow
- The blade
- Ah Kam
- Viva erotica
- Hu-Du-Men
- both
- When i fall in love... with both
- From Beijing with love
- Riki-Oh: The story of Ricky